# Vic Mignogna
Victor Joseph „Vic” Mignogna (Greensburg, Pennsylvania, 1962. augusztus 27. –) egy amerikai szinkronszínész és zenész akinek több száz animében, filmben és videójátékban lehet hallani a hangját. Vic leghíresebb szerepe Edward Elric a Fullmetal Alchemist-ből, Broly a Dragon Ball Z-ből, és Tamaki Szuoh az Ouran High School Host Club-ból.
Az Amerikai Anime Awards Vicet a Legjobb Színész-nek járó díjjal jutalmazta az Edward Elric szerepében nyújtott teljesítményéért.

## Filmográfia

### Animék
- 009-1 - Egg; Priest
- Air - Jukito Kuniszaki; Szora-csan
- Air Gear - Szora Takeucsi
- AM Driver - Ragna Lawrelia
- Angelic Layer - Host
- Aquarian Age - Singo Hirota
- Aquarion - Johannes
- Aura Battler Dunbine - Neal Gibbons; Tokamaku
- Bamboo Blade - Kisebb szerepek
- Black Blood Brothers - Kisebb szerepek
- Bleach - Ikkaku Madarame; Zabimaru, kisebb szerepek
- Bleach: Elveszett emlékek - Ikkaku Madarame
- Bleach: The Diamond Dust Rebellion - Ikkaku Madarame
- Case Closed - Damian, Ernie Bower, Kevin Hadley, Nathan Greene, Steve Wilson, Ringo Norris, Kenyan
- Claymore - Rigaldo
- Code Geass: Lelouch of the Rebellion R2 - Luciano Bradley
- Crying Freeman - Tatejou
- Cyberteam in Akihabara - Mayor; Old Man
- D. Gray-man - Akuma Clown, Clouse
- Daphne in the Brilliant Blue - Davis
- Darker Than Black - Itzahk
- Devil May Cry  - A 4. epizód elején a démon elől menekülő férfi, démon a 2. epizód elején
- Diamond Daydreams - Radio Boy
- Dirty Pair Flight 005 Conspiracy - Dornenschtern
- D.N.Angel - Dark Mousy
- Dragon Ball Z 8, 10 és 11 - Broly
- E's Otherwise - Dzhyuma
- Excel Saga - Wolf
- Full Metal Panic! - Kurz Weber ; Pony Man (Fumoffu)
- Fullmetal Alchemist - Edward Elric
- Fullmetal Alchemist: Brotherhood - Edward Elric
- Fullmetal Alchemist the Movie: Conqueror of Shamballa - Edward Elric
- Gasaraki - Colonel Okava
- Gatchaman - Takahara
- Generator Gawl - Gavl Kudo
- Ghost Stories - DaVinci (Obi Frostips álnéven)
- Giant Robo - Zangecu
- Glass Fleet - Louis
- Gravion, Gravion Zwei - Raven
- Guyver: The Bio-Boosted Armor - Dr. Sirai
- Hakugei: Legend of the Moby Dick - Dew
- Hell Girl - Josijuki Hondzsou
- Heroic Age - Rom Ror
- Innocent Venus - Dzsin Curuszava
- Jinki:Extend - Kalis
- Kaleido Star - Arlon Brass; Ian; Investor; Master Linn
- Kurau: Phantom Memory - Regal Delyus
- Kenicsi: The Mightiest Disciple - Kenszei Ma
- Csajkommandó - Dextera
- Le Chevalier D'Eon - Francis Dashwood
- Legend of the Mystical Ninja - Goemon
- Linebarrels of Iron - Eiji Kiriyama
- Madlax - Carrossea Doon
- MÄR - Alibaba; John Peach
- Martian Successor Nadesico - Ikeda
- Megazone 23 - Sougo Jahagi
- Megazone 23 Part II - Sougo Jahagi
- The Melancholy of Haruhi Suzumiya - Jutaka Tamaru
- Mezzo DSA - Mugijama
- Murder Princess - Falis édesapja
- Mushishi - Kiszuke (14. epizód)
- Najica Blitz Tactics - Josiki
- Naruto: Shippúden the Movie - Jomi
- Neon Genesis Evangelion (Director's Cut) - Sigeru Aoba
- Nerimai Retkes Bratyók - Katuhama
- Noir - Domenic; Heinz; Wellman
- One Piece - Navy Col. Nezumi, Mayor Whetton, Reik
- Orphen - Cox; Lai
- Orphen: The Revenge - Montgomery
- Ouran High School Host Club - Tamaki Szuou
- Papuwa - Arasijama
- Paradise Kiss - Szuguru Hajaszaka (Idős)
- Peacemaker Kurogane - Tacunoszuke Icsimura
- Princess Nine - Hiroki Takaszugi
- Princess Tutu - Femio
- Pumpkin Scissors - Hans
- RahXephon - Mamoru Torigai
- RahXephon: Pluralitas Concentio - Mamoru Torigai
- Red Garden - Randy Forrest
- Rozen Maiden - Madam Pearl
- Rune Soldier - Leonard/Prince Lidler
- Saint Seiya - Jabu/Saint of Unicorn & Silver Saint Lizard Misty
- Saijuki és Saijuki Requiem - Movie - Kougaidzsi
- School Rumble 2nd Semester - Masked Kamen
- Shadow Skill - Zal Zachary, Lynn
- Shin-csan - Biker Bastard
- SHINOBI - Rokkaku
- Shuffle! - Forbesii (King of Devils)
- Sin: The Movie - Tim Perko
- Sister Princess - Mac Jamato
- Soul Eater - Spirit Albarn (Halálkasza)
- Spiral: The Bonds of Reasoning - Hunter
- Street Fighter II V - Vega (ADV)
- The Super Dimension Fortress Macross - Hikaru Icsidzsjo
- Super GALS - Good Looking Guy; Kouicsi Akagi
- Suzuka - Tecuta Kinugusza
- Tactics - Szugino
- The Wallflower - Takenaga Oda
- Tokyo Majin - Tendo Kozunu, Rjuzo
- Trinity Blood - Virgil Walsh
- Tsubasa Chronicle - Fai D. Flowright
- UFO Ultramaiden Valkyrie  - Mar
- Utavarerumono - Benavi
- Xenosaga: The Animation - Wilhelm
- Ju Ju Hakuso - Uraurasima, Bui
- Yugo the Negotiator - Lall

### Dokumentumfilmek
- Adventures in Voice Acting - Önmaga

### Filmek
- Four Dragons - Ace

### Videójátékok
- Ar tonelico: Melody of Elemia - Radolf Schnaizen
- Atelier Iris 3: Grand Phantasm - Edge Vanhite
- Bleach: Dark Souls - Ikkaku Madarame
- Bleach: Shattered Blade - Ikkaku Madarame
- Disgaea 3: Absence of Justice - Mao
- Dragon Ball Z: Budokai Tenkaichi - Broly
- Dragon Ball Z: Budokai Tenkaichi 2 - Broly
- Dragon Ball Z: Budokai Tenkaichi 3 - Broly
- Dragon Ball Z: Budokai 3 - Broly
- Dragon Ball Z: Burst Limit - Broly
- Dragon Ball: Raging Blast - Broly
- Fullmetal Alchemist 2: Curse of the Crimson Elixir -Edward Elric
- Fullmetal Alchemist and the Broken Angel - Edward Elric
- Fullmetal Alchemist: Dual Sympathy - Edward Elric
- Kamen Rider: Dragon Knight - Kamen Rider Spear
- Magna Carta 2 - Nilhty, Őrök
- Persona 3 - Junpei Iori
- Persona 3 FES - Junpei Iori
- Project Sylpheed - Katana Faraway
- Star Ocean: First Departure - T'nique Arcana
- Steambot Chronicles - Kisebb szerepek
- Ultimate Band - Kisebb szerepek
- Unlimited Saga - Mythe, Armand
- Vandal Hearts: Flames of Judgment - Tobias Martin, Toroah the Messiah

## Zenék és CD-k
- Metafiction
- Revix
- If These Walls Could Talk
- Selah - Music for the Quiet Time
- Selah II
- Christmas
- Gospel Of John
- White Night True Light (dal)
- Dan Dan Kokoro Hikareteku (Funimation angol verzió) (dal)
- Soldier A (dal)
- Brothers (dal)
- Nothing I Won't Give (dal)
- Guilty Beauty Love (dal)
- Could Be An Angel (dal)
- Hello Beautiful (dal)

### Különleges megjelenései
- DC Talk